# Paul Atkinson
Paul Ashley Warren Atkinson (19 de marzo de 1946-1 de abril de 2004) fue un guitarrista y ejecutivo de una compañía discográfica británica, más conocido como miembro fundador de la banda de pop/rock The Zombies. Atkinson fue incluido a título póstumo en el Salón de la Fama del Rock and Roll en 2019.

## Vida y carrera
Paul Atkinson nació en Cuffley, Hertfordshire, hijo de Stanley Atkinson, un contable de bolsa que trabajaba en City de Londres, y de Clyde, profesor de inglés, idiomas y cursos de secretariado en un colegio técnico. Cuando tenía nueve años, la familia se trasladó a St Albans. Fue educado en la St Albans School, y contempló la posibilidad de entrar en el servicio diplomático, como varios miembros de su familia, o de estudiar antropología. Tras aprobar los exámenes de selectividad, se matriculó en la Universidad de Newcastle, pero al tener éxito musical no continuó sus estudios.
En St Albans, Atkinson conoció a Rod Argent y a Hugh Grundy, y los tres formaron una banda llamada inicialmente The Mustangs, que más tarde se convirtió en The Zombies. Colin Blunstone y Paul Arnold se unieron a la nueva banda a mediados de 1958, pero Arnold pronto se marchó y fue sustituido por Chris White. Después de que el grupo ganara un concurso local, grabaron una maqueta como premio. La canción de Argent "She's Not There" les consiguió un contrato con Decca y fue un éxito en el Reino Unido y Estados Unidos. El grupo siguió grabando con éxito durante la década de 1960, pero se disolvió en diciembre de 1967, al parecer por desacuerdos con la dirección.
Más tarde, Atkinson se convirtió en ejecutivo de artistas y repertorio en Dick James Music, la editorial de The Beatles, que se convirtió en una productora, descubriendo y firmando a grupos como Elton John, ABBA, Bruce Hornsby, Mr. Mister, Judas Priest, Michael Penn y Grayson Hugh, a quien Atkinson llevó a MCA Records desde RCA Records en 1991. En enero de 2004, Atkinson recibió el Premio al Mérito del Presidente de la Academia Nacional de Artes y Ciencias de la Grabación en un concierto benéfico en el House of Blues de Los Ángeles. Los miembros de The Zombies se reunieron para el evento.
Atkinson falleció a la edad de 58 años en un hospital de Santa Mónica debido a una enfermedad hepática y renal el 1 de abril de 2004. Llevaba tiempo sufriendo un cáncer y se había sometido a dos trasplantes de hígado.